# Bukidagråfågel
Bukidagråfågel (Edolisoma erythropygium) är en fågel i familjen gråfåglar inom ordningen tättingar.

## Utseende och läte
Bukidagråfågeln är en liten gråfågel. Hanen är huvudsakligen grå, med svart på vingar och stjärt samt i ansiktet. Honan är mestadels rostbrun, med beigefärgad undersida, i vissa områden med tvärband undertill. Lätena är dåligt kända, men omfattar bland annat en lång serie med "chyap"-toner.

## Utbredning och systematik
Bukidagråfågel delas in i fyra underarter med följande utbredning:
- E. erythropygium ultimum – Tabaröarna och Lihir samt ögruppen Tanga i Bismarckarkipelagen
- E. erythropygium saturatius – norra och centrala Salomonöarna (Buka till Bougainville och New Georgia
- E. erythropygium nisorium – Russellöarna i sydcentrala Salomonöarna
- E. erythropygium erythropygium – södra Salomonöarna

Arten inkluderades tidigare i Edolisoma remotum, men urskildes 2024 som egen art baserat på skillnader i utseende, läten och genetik.

### Släktestillhörighet
Den liksom flertalet taxa placerades tidigare i Coracina, men DNA-studier visar att det släktet är parafyletiskt visavi drillfåglarna i Lalage.

## Levnadssätt
Bukidagråfågeln hittas i skogar och skogsbryn på låga till medelhöga höjder. Den ses enstaka eller i par.

## Status
IUCN urskiljer den inte som egen art, varför dess hotstatus ej bestämts.